# 科隆河

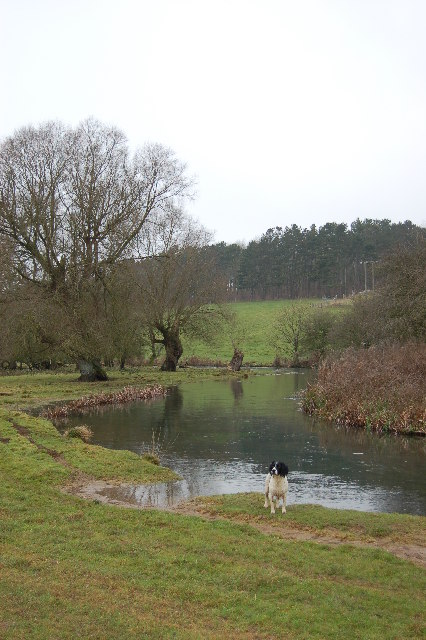
拜伯里（Bibury）和阿尔德温（Aldwyn）之间的科隆河。

科隆河（River Coln）位于英国格洛斯特郡，发源于切爾滕納姆东部的布罗克汉普顿，呈南-东南流向，流经安德沃尔夫特的科茨沃尔德丘陵、威辛顿、拜伯里、阿尔德温、奎宁顿、费尔福德。在莱奇莱德西南部，科隆河汇入泰晤士河。
科隆河里生存有多种淡水鱼类，包括褐鳟鱼和茴鱼。